# Mario Díaz (Político)
Mario Rodolfo Díaz (Mendoza, 22 de febrero de 1960) es un político, exdiputado provincial y dirigente deportivo argentino. Participó activamente junto a muchos otros jóvenes militantes de la época en la lucha para la caída de la dictadura militar instaurada en 1976 en pos del retorno de la instituciones democráticas. Además de una dilatada carrera en los ámbitos públicos y privados, desde el 2010 es el presidente del Club Unión Deportiva San José, del departamento de Guaymallén en la Provincia de Mendoza.

## Biografía

### Vida personal
Mario Díaz nació el 22 de febrero de 1960 en al Ciudad de Mendoza. Es el padre de 3 hijos: Eva, Mauro y Geronimo, abuelo de Vicente. De profesión periodista, realizó sus estudios universitarios en la Universidad Juan Agustín Maza.
Su pasión por el básquet lo hizo ser parte de los dos clubes más importantes de Guaymallén: Atenas y San José, como presidente de este último desde hace 12 años.

### Política
Mario Díaz comenzó su carrera política en el peronismo durante la última dictadura militar. Fue uno de los miles de jóvenes que empujaron por una salida democrática al Proceso que se vería materializada en el año 1983. 
Su militancia política en el Partido Justicialista lo llevó a integrar la lista de concejales del departamento de Guaymallén en 1991, consiguiendo un lugar en el Honorable Concejo Deliberante de la localidad. En su mandato como concejal se centró en el tránsito de Guaymallén al ser el impulsor de una ordenanza para ordenarlo.

### Presidente Club Unión Deportiva San José
Desde el 2010 preside al Club Unión Deportiva San José, uno de los clubes de básquet más populares de Guaymallén. Durante su gestión al frente del club, el equipo logró varios éxitos deportivos. Además, la institución se encuentra en un franco crecimiento.

## Denuncias falsas
En enero del 2017, fue falsamente denunciado por amenazas de muerte por su exesposa. La denuncia falsa tuvo una gran relevancia pública debido al alto perfil público de Diaz, ya que en ese entonces cumplía un mandato como diputado provincial y era un acérrimo opositor al por entonces gobernador Alfredo Cornejo aliado político del presidente Mauricio Macri, enemigo político del partido al cual Mario Diaz pertenece. Su caso tomo notoriedad nacional cuando luego de quebrarse en una sesión de la Legislatura de la Provincia de Mendoza puso a disposición sus fueros como legislador.

### Sobreseimiento
Meses después de haber sido imputado, los hechos de violencia verbal por los cuales Díaz fue acusado no pudieron ser comprobados, por lo que la jueza a cargo de la causa dictaminó su sobreseimiento en estas acusaciones.

### Consecuencias de la denuncia falsa
En la época de la denuncia a Díaz, y a raíz del caso del por entonces diputado mendocino, comenzó un debate en la provincia por las denuncias falsas con fines políticos. Desde miembros del poder judicial, hasta abogadas especializadas en la temática advirtieron sobre estas prácticas.